# سفید کوچک کلم
سفید کوچک کلم (نام علمی: Pieris rapae) نام یک گونه از سرده پروانه‌های سپیدباغی است.